# Ukrán Intézet
Az Ukrán Intézet (ukránul: Український інститут, magyar átírással: Ukrajinszkij Insztitut) állami intézmény Ukrajnában, amelynek feladata az ukrán kultúra külföldi terjesztése és a pozitív Ukrajna-kép erősítése a kulturális diplomácia eszközeivel. Az Ukrán Miniszteri Kabinet hozta létre 2017-ben,  az intézmény az ukrán külügyminisztérium alárendeltségében működik. A központja Kijevben, az Ukrán Diplomáciai Akadémia Velika Zsitomirszka utca 2. alatt lévő épületében található. Németországban és Franciaországban rendelkezik külföldi képviselettel. Igazgatója 2018-tól Volodimir Sejko.

## Története
Az ukrán kulturális diplomáciai intézményes kereteinek kialakítása 2006-ig nyúlik vissza, amikor a Jurij Jehanurov vezette kormányzat 31 ukrán külképviseleten – köztük a budapesti nagykövetségen is – kulturális információs központot hozott létre. 2015-ben a külügyminisztérium kezdeményezésére megszervezték az első ukrán kulturális diplomáciai fórumot azzal a céllal, hogy az ukrán kultúrát szervezetten, állami segítséggel is megjeleníthessék a globális térben. Ekkor merült fel egy kulturális intézet létrehozásának az ötlete is. Az tervezett intézmény neve eredetileg Tarasz Sevcsenko Intézet lett volna., de akkor ez a terv nem valósult meg. A kulturális diplomácia időközben az ukrán külügyminisztérium szervezetében intézményesen is megjelent. 2015-ben létrehozták a Közpolitikai Főosztályt, amely országimázs-, média- és kulturdiplomáciai projektekért volt felelős.